# Leiobunum insulare
Leiobunum insulare is een hooiwagen uit de familie Sclerosomatidae.